# 留县
留县，中国古县名。
秦朝时置，治所在今江苏省沛县东南。属泗水郡。汉高祖封张良为留侯于此。北齐废。隋朝开皇十六年（596年）复置，唐朝初年，又废。